# 돈의 맛
"돈의 맛"은 2012년 개봉한 대한민국의 스릴러 드라마 영화이다. 칸 국제영화제 경쟁부문 진출작이다.

## 캐스팅
- 김강우 : 주영작 역
- 윤여정 : 백금옥 역
- 백윤식 : 윤 회장 역
- 김효진 : 윤나미 역
- 온주완 : 윤철 역
- 마우이 테일러 : 에바 역
- 달시 파켓 : 로버트 역
- 황정민 : 노 비서 역
- 권병길 : 노 회장 역
- 갈소원 : 리니 역
- 이서현 : 동생 역
- 송혜린 : 동생 역
- 김명하 : 에바아이 1 역
- 리도프 : 에바아이 2 역
- 김보민 : 늙은하녀 역
- 홍수지 : 하녀 1 역
- 김하얀 : 하녀 2 역
- 이혜경 : 하녀 3 역
- 박혜조 : 하녀 4 역
- 김지훈 : 수위 역
- 박세용 : 호텔 프런트 직원 역
- 이도현 : 시체실 경찰 역
- 남궁선 : 한 검사 역
- 데릭 : 수사관 역
- 양윤영 : 철 전처 역
- 엄다혜 : 토플리스 1 역
- 최은 : 토플리스 2 역
- 에이미 : 토플리스 3 역
- 유리 : 토플리스 4 역
- 라라 : 마사지녀 역
- 마이크 : 필리핀 신부 역
- 알렉스 : 필리핀 사내 1 역
- 조엘 : 필리핀 사내 2 역
- 나스카 : 필리핀 사내 3
- 조창우 : 왕비서 사내 역
- 김승필 : 납치 사내 역
- 김슬기 : 비행기 여대생 역
- 양재준 : 공항 보안요원 1 역
- 이찬유 : 공항 보안요원 2 역
- 이규화 : 영작 후임 역

## 같이 보기
- 대한민국 영화